# Gionata Costa
Gionata Costa (Cesena, 28 agosto 1973) è un musicista italiano, membro e fondatore dei Quintorigo.
Suona il violoncello e la chitarra elettrica, spaziando dalla musica classica al rock, jazz, swing e pop.

## Biografia
Si è diplomato nel 1997 in violoncello con il massimo dei voti all'Istituto Musicale Pareggiato “Giuseppe Verdi” di Ravenna e nel 2007 in chitarra classica al Conservatorio “B. Maderna” di Cesena.
Nel 1996 fonda con il fratello Andrea, Valentino Bianchi, Stefano Ricci e John De Leo i Quintorigo, con i quali raggiunge la notorietà a livello nazionale, soprattutto per la partecipazione al Festival di Sanremo 2001.
Dal 1997 è chitarrista dei "The GoodFellas", con i quali ha partecipato a varie edizioni di Umbria Jazz.
Svolge anche attività di insegnante di violoncello presso la scuola comunale “Italo Caimmi” di Cesenatico, di chitarra presso l'associazione “I suoni in tasca” di Campiano, presso la scuola comunale “L'ottava nota” di Alfonsine e, dal 2011, presso l'Accademia 49 di Cesena.

## Fonti web
- Archivio RAI
- Accademia49 - Officina della Musica e delle Arti